# 维琴蒂纳镇
维琴蒂纳镇（義大利語：Villa Vicentina），是意大利弗留利-威尼斯朱利亚大区乌迪内省菲乌米切洛-维琴蒂纳镇市镇的一个分区。总面积5平方公里，人口1400人，人口密度280.0人/平方公里（2009年）。ISTAT代码为030134。
原为单独的市镇，2018年2月1日与菲乌米切洛合并为新的市镇菲乌米切洛-维琴蒂纳镇。